# Гікорі-Крік (Техас)
Гікорі-Крік (англ. Hickory Creek) — місто (англ. town) в США, в окрузі Дентон штату Техас. Населення — 4718 осіб (2020).

## Географія
Гікорі-Крік розташоване за координатами 33°6′33″ пн. ш. 97°1′46″ зх. д. / 33.10917° пн. ш. 97.02944° зх. д. (33.109258, -97.029522).  За даними Бюро перепису населення США в 2010 році місто мало площу 11,99 км², з яких 11,75 км² — суходіл та 0,24 км² — водойми. В 2017 році площа становила 12,61 км², з яких 12,37 км² — суходіл та 0,24 км² — водойми.

## Демографія
Згідно з переписом 2010 року, у місті мешкало 3247 осіб у 1165 домогосподарствах у складі 923 родин. Густота населення становила 271 особа/км².  Було 1209 помешкань (101/км²).
Расовий склад населення:
| - 90,3 % — білих - 2,7 % — чорних або афроамериканців - 2,6 % — азіатів - 0,8 % — корінних американців - 0,2 % — вихідців з тихоокеанських островів - 1,8 % — осіб інших рас |

До двох чи більше рас належало 1,6 %. Частка іспаномовних становила 8,9 % від усіх жителів.
За віковим діапазоном населення розподілялося таким чином: 25,9 % — особи молодші 18 років, 64,6 % — особи у віці 18—64 років, 9,5 % — особи у віці 65 років та старші. Медіана віку мешканця становила 40,0 року. На 100 осіб жіночої статі у місті припадало 96,4 чоловіків;  на 100 жінок у віці від 18 років та старших — 96,9 чоловіків також старших 18 років.
Середній дохід на одне домашнє господарство  становив 98 929 доларів США (медіана — 90 270), а середній дохід на одну сім'ю — 105 357 доларів (медіана — 94 732). Медіана доходів становила 68 317 доларів для чоловіків та 46 724 долари для жінок. За межею бідності перебувало 1,9 % осіб, у тому числі 1,1 % дітей у віці до 18 років та 4,6 % осіб у віці 65 років та старших.
Цивільне працевлаштоване населення становило 2167 осіб. Основні галузі зайнятості: освіта, охорона здоров'я та соціальна допомога — 19,0 %, науковці, спеціалісти, менеджери — 16,3 %, роздрібна торгівля — 11,2 %, будівництво — 9,0 %.